# Rudolf Hatzold
Rudolf Hatzold (* 20. April 1884 in Bamberg; † 8. August 1950 in Augsburg) war ein deutscher Fotograf.

## Leben

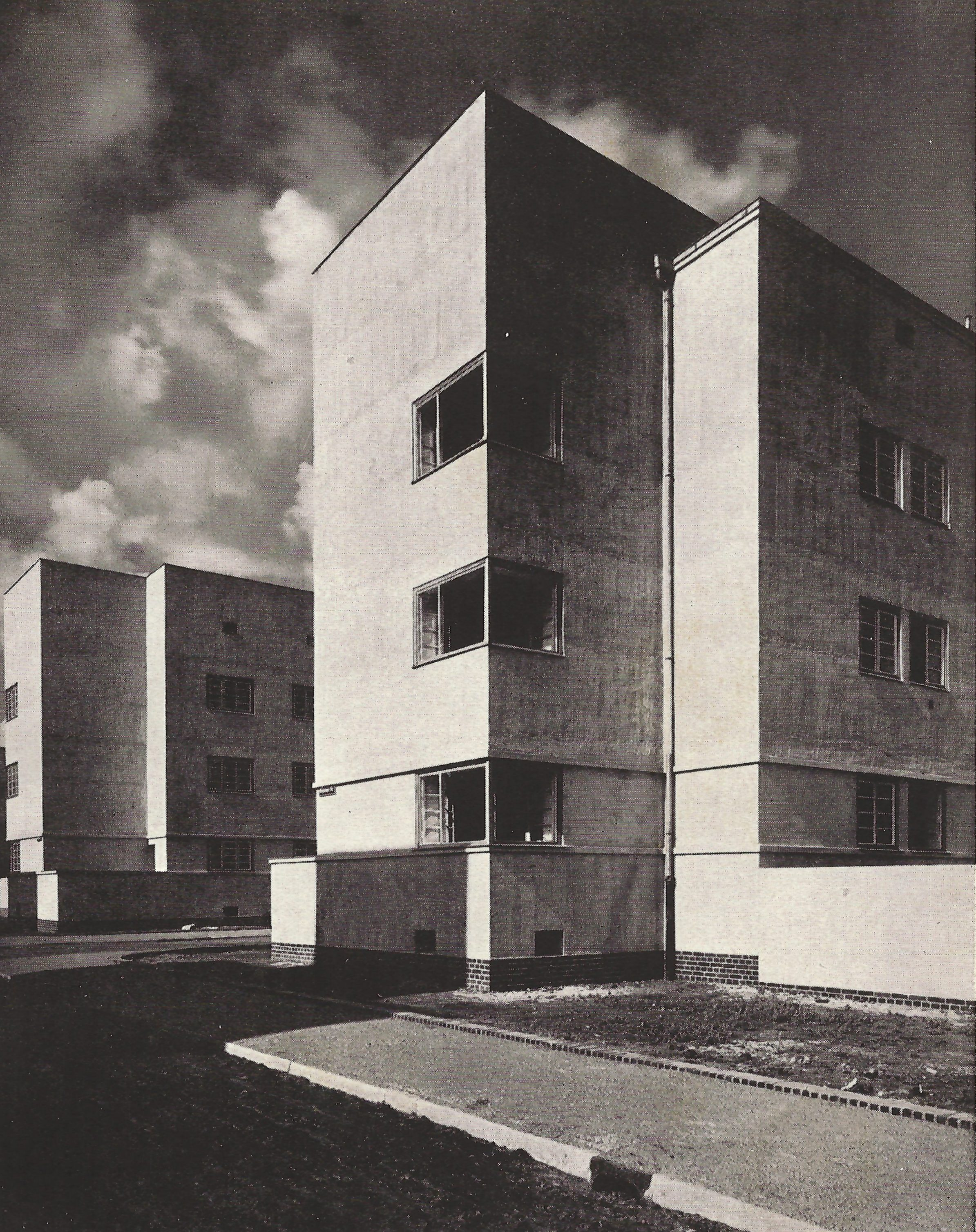
Aufnahme Rudolf Hatzolds der Marienborner Straße in der Hermann-Beims-Siedlung in Magdeburg in den 1920er Jahren

Hatzold begründete ein Fotoatelier und war in Potsdam und Magdeburg aktiv. Neben Porträtaufnahmen fertigte er vor allem Industrie-, Architektur- und Innenraumbilder. Bekannt wurde er insbesondere mit der Architekturfotografie für bekannte Architekten der Bauhaus-Ära, wie Carl Krayl. Er war auch Fotograf der Deutschen Theaterausstellung 1927 in Magdeburg. Seine Fotografien wurden in einer Vielzahl zeitgenössischer Publikationen veröffentlicht. Sein Atelier befand sich im Magdeburger Stadtteil Alte Neustadt, in den 1920er Jahren in der Schifferstraße 27, in den 1930er Jahren in der damaligen Bötticherstraße 34. Die Magdeburger Atelierräume wurden während des Zweiten Weltkriegs bei einem Luftangriff zerstört, wobei ein großer Teil seines Werks verloren ging. Nach der Zerstörung floh die Familie nach Bayern, wo sie sich letztlich in Friedberg ansiedelte und Hatzold dort das Fotoatelier weiter führte. Zum Kriegsende hielt er sich im April 1945 in Donauwörth auf. Aus dieser Zeit sind diverse seiner Aufnahmen erhalten, die die Zerstörung Donauwörths dokumentieren.
Vom 28. Oktober 2016 bis 12. Februar 2017 wurde im Kulturhistorischen Museum Magdeburg die Sonderausstellung Bunte Stadt – Neues Bauen. Die Baukunst von Carl Krayl mit Bildern von Rudolf Hatzold gezeigt.